# Marques, Seine-Maritime

Marques este o comună în departamentul Seine-Maritime, Franța. În 1 ianuarie 2022 avea o populație de 236 de locuitori.